# Jeff Nathanson
Jeff Nathanson (* 12. Oktober 1965 in Los Angeles) ist ein US-amerikanischer Drehbuchautor, Filmproduzent und Regisseur.
Nathanson studierte bis 1985 an der University of California, Los Angeles. 1989 nahm er am Drehbuch-Ausbildungsprogramm des American Film Institute teil. Nathanson ist bekannt für seine Drehbucharbeiten zu Filmen wie Rush Hour 2 und Catch Me If You Can. Nathanson hat zusammen mit George Lucas am Drehbuch für den vierten Teil der Indiana-Jones-Reihe gearbeitet. Sein Debüt als Regisseur gab er 2004 mit dem Film The Last Shot – Die letzte Klappe, für den er auch das Drehbuch verfasste.
Nathanson schrieb das Drehbuch für den fünften Teil der Pirates-of-the-Caribbean-Reihe, Pirates of the Caribbean: Salazars Rache, der im Mai 2017 Premiere feierte.

## Filmografie (Auswahl)
- 1993: Bakersfield P.D. (Fernsehserie)
- 1995: Mein Partner mit der heißen Braut (For Better or Worse)
- 1997: Speed 2 (Speed 2: Cruise Control)
- 2001: Rush Hour 2
- 2002: Catch Me If You Can
- 2004: Terminal
- 2004: The Last Shot – Die letzte Klappe (The Last Shot)
- 2007: Rush Hour 3
- 2008: Indiana Jones und das Königreich des Kristallschädels (Indiana Jones and the Kingdom of the Crystal Skull)
- 2009: New York, I Love You
- 2011: Aushilfsgangster (Tower Heist)
- 2012: Men in Black 3
- 2017: Pirates of the Caribbean: Salazars Rache (Pirates of the Caribbean: Dead Men Tell No Tales)
- 2019: Der König der Löwen (The Lion King)
- 2024: Die junge Frau und das Meer (Young Woman and the Sea)
- 2024: Mufasa: Der König der Löwen (Mufasa: The Lion King)